# Collins Aerospace
Collins Aerospace, tidigare UTC Aerospace Systems och Collins Aerospace Systems, är ett amerikanskt multinationellt företag inom flygteknik, försvarsindustri och verkstadsindustri. De designar och tillverkar komponenter till kommersiella, regionala och militära flygplan, helikoptrar och andra luftfarkoster. Collins Aerospace är även en stor leverantör till olika internationella rymdprogram.
Företaget grundades 2012 som UTC Aerospace Systems då moderbolaget United Technologies slog samman Hamilton Sundstrand och Goodrich Corporation. År 2018 köpte UTC även Rockwell Collins för 30 miljarder amerikanska dollar och fusionerade det med UTC Aerospace Systems i syfte att vara dagnes Collins Aerospace Systems. Den 3 april 2020 blev UTC själva fusionerade med försvarskoncernen Raytheon Company och bildade Raytheon Technologies Corporation. För Collins del blev man ett dotterbolag till det nya kombinerade företaget.. Den 17 juli 2023 bytte Raytheon Technologies namn till RTX.
Huvudkontoret ligger i Charlotte, North Carolina.